# Armageddon Holocaust
Gli Armageddon Holocaust sono stati un gruppo unblack metal indonesiana nato sotto l'ala protettiva dei Kekal, nel 1999, con l'obiettivo di registrare un solo album.

## Formazione
- Doctor D - voce, chitarra, batteria
- Meister J - voce, chitarra, basso
- Dark Thriller - chitarra
- Necrowild - chitarra

## Discografia
- 2000 - Into Total Destruction
- 2003 - Radioactive Zone 245
- 2004 - Nekrofonik
- 2013 - Dies Irae